# Manorcunningham
Manorcunningham (irisch Mainéar Uí Chuinneagáin, deutsch: „Herrenhaus des [Forts des] Ó Cuinneagáin“) ist ein Dorf im County Donegal (Republik Irland) mit 830 Einwohnern (Stand 2022). 

## Lage
Manorcunningham liegt etwa sieben Kilometer östlich von Letterkenny am Ästuar des River Corkey. Durch die Ortschaft führt die N13 von Letterkenny nach Derry. Von hier gehrt die N14 nach Lifford ab. 

## Sehenswürdigkeiten
- anglikanische Kirche
- Pluck Standing Stone National Monument

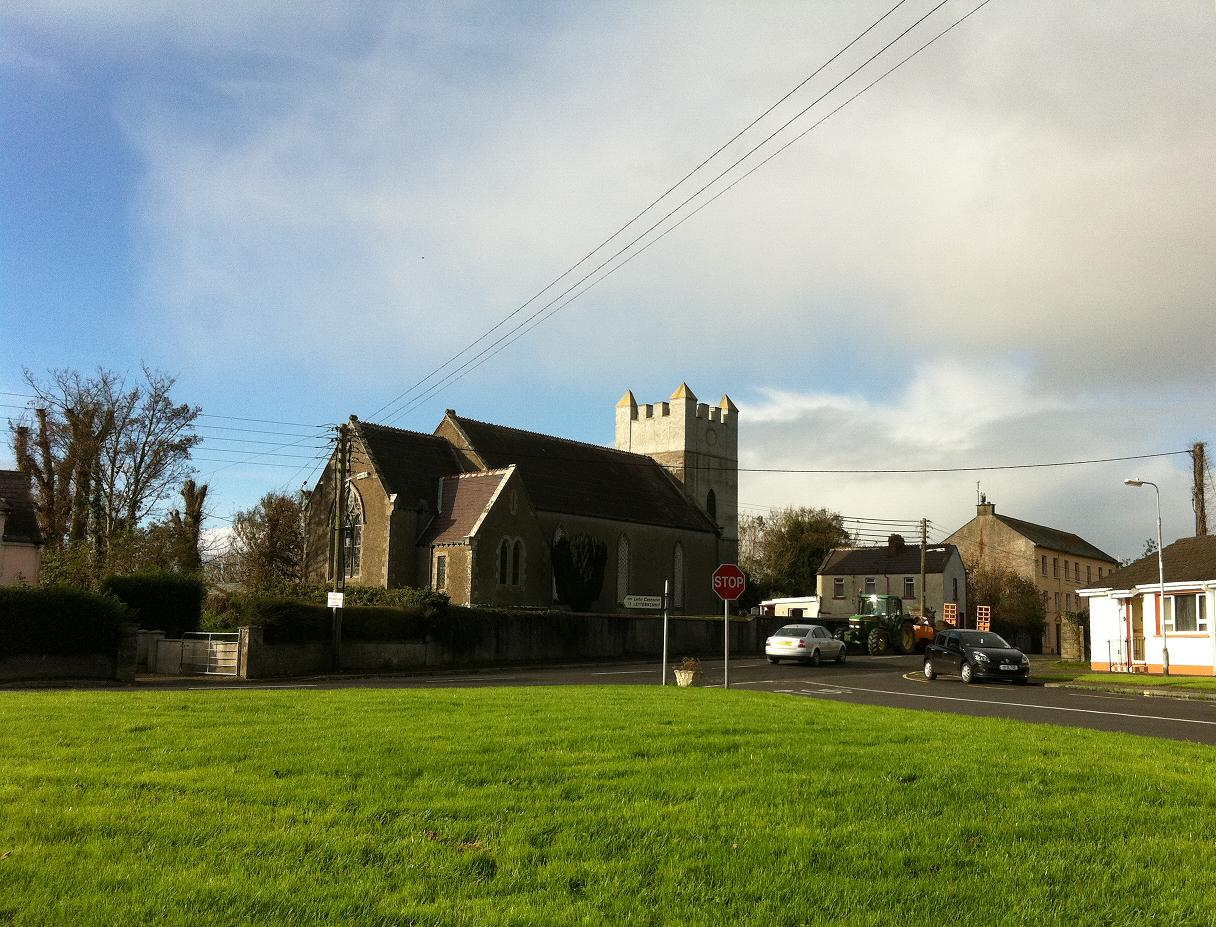
Anglikanische Kirche